# تایریک رایت
تایریک رایت (انگلیسی: Tyreik Wright؛ زادهٔ ۲۲ سپتامبر ۲۰۰۱) بازیکن فوتبال است.
وی همچنین در تیم‌ ملی فوتبال زیر ۲۱ سال جمهوری ایرلند بازی کرده است.